# 飯田綾
飯田 綾（いいだ りょう、1982年3月5日 - ）は日本の男子ボート選手（ローイング選手）。秋田県出身。
秋田県立由利工業高等学校、中央大学卒。NTT東日本-東京所属。

## 成績
- 2006年全日本社会人選手権　エイト　優勝
- 2008年全日本社会人選手権　エイト　優勝
- 2009年全日本軽量級選手権　エイト　優勝
- 2009年世界ボート選手権 (ポズナン) 軽量級エイト4位
- 2010年全日本軽量級選手権　エイト　優勝
- 2012年全日本ボート選手権　エイト　優勝